# 高柳町 (名古屋市)
高柳町（たかやなぎちょう）は、愛知県名古屋市名東区の地名。丁番を持たない単独町名である。住居表示未実施。

## 地理
名古屋市名東区北東部に位置する。東は明が丘・藤が丘、西は本郷一丁目・石が根町・藤森西町、南は小池町、北は豊が丘に接する。

## 歴史

### 町名の由来
大字藤森の字高柳に由来する。

### 沿革
- 1982年（昭和57年）10月31日 - 名東区猪高町大字藤森・小池町・明が丘の各一部により、同区高柳町として成立[1]。藤森西部土地区画整理組合の換地処分による[4]。

## 世帯数と人口
2019年（平成31年）4月1日現在の世帯数と人口は以下の通りである。
| 町丁   | 世帯数  | 人口    |
| ------ | ------- | ------- |
| 高柳町 | 531世帯 | 1,182人 |

### 人口の変遷
国勢調査による人口の推移
| 2000年（平成12年） | 838人   | [ WEB 6 ] |  |
| 2005年（平成17年） | 775人   | [ WEB 7 ] |  |
| 2010年（平成22年） | 1,122人 | [ WEB 8 ] |  |
| 2015年（平成27年） | 1,233人 | [ WEB 9 ] |  |

## 学区
市立小・中学校に通う場合、学校等は以下の通りとなる。また、公立高等学校に通う場合の学区は以下の通りとなる。
| 番・番地等 | 小学校                 | 中学校               | 高等学校 |
| ---------- | ---------------------- | -------------------- | -------- |
| 全域       | 名古屋市立豊が丘小学校 | 名古屋市立藤森中学校 | 尾張学区 |

## 交通
- 愛知県道59号名古屋中環状線
- 愛知県道6号力石名古屋線
- 東名高速道路[2]

## 施設
- 曹洞宗了玄院[2]
- 高柳公園[2]

## その他

### 日本郵便
- 郵便番号 : 465-0034[WEB 3]（集配局：名東郵便局[WEB 12]）。

### WEB
1. ↑  “愛知県名古屋市名東区の町丁・字一覧”.   人口統計ラボ. 2017年10月7日閲覧。
2. 1 2  “町・丁目(大字)別、年齢(10歳階級)別公簿人口(全市・区別)”.   名古屋市 (2019年4月22日). 2019年4月23日閲覧。
3. 1 2  “郵便番号”.  日本郵便. 2019年3月17日閲覧。
4. ↑  “市外局番の一覧”.   総務省. 2019年1月6日閲覧。
5. ↑  名古屋市役所市民経済局地域振興部住民課町名表示係 (2015年10月21日). “名東区の町名一覧”.   名古屋市. 2017年10月7日閲覧。
6. ↑  名古屋市役所総務局企画部統計課統計係 (2005年7月1日). “（刊行物）名古屋の町(大字)・丁目別人口 (平成12年国勢調査) 名東区” (XLS). 2017年10月8日閲覧。
7. ↑  名古屋市役所総務局企画部統計課統計係 (2007年6月29日). “平成17年国勢調査　名古屋の町(大字)別・年齢別人口 名東区” (XLS). 2017年10月8日閲覧。
8. ↑  名古屋市役所総務局企画部統計課統計係 (2012年6月29日). “平成22年国勢調査　名古屋の町(大字)別・年齢別人口 名東区” (XLS). 2017年10月8日閲覧。
9. ↑  名古屋市役所総務局企画部統計課統計係 (2017年7月7日). “平成27年国勢調査　名古屋の町(大字)別・年齢別人口” (XLS). 2017年10月8日閲覧。
10. ↑  “市立小・中学校の通学区域一覧”.   名古屋市 (2018年11月10日). 2019年1月14日閲覧。
11. ↑  “平成29年度以降の愛知県公立高等学校（全日制課程）入学者選抜における通学区域並びに群及びグループ分け案について”.   愛知県教育委員会 (2015年2月16日). 2019年1月14日閲覧。
12. ↑  “郵便番号簿 2018年度版” (PDF).   日本郵便. 2019年4月23日閲覧。

### 文献
1. 1 2  名古屋市計画局 1992, p. 868.
2. 1 2 3 4 5  「角川日本地名大辞典」編纂委員会 1989, p. 1551.
3. ↑  名古屋市計画局 1992, p. 665.
4. ↑  名東区区制20周年記念事業実行委員会 1995, p. 84.